# The Trials of Life
The Trials of Life: A Natural History of Behavior je BBC-jeva dokumentarna serija o naravi, ki jo je napisal in predstavil David Attenborough, prvič pa so jo predvajali v Združenem kraljestvu 3. oktobra 1990.
Študija o vedenju živali je bila tretja v trilogiji velikih serij (začenši z Life on Earth (Življenje na Zemlji)), ki je imela širok pregled narave, namesto bolj specializiranih pregledov kasnejših Attenboroughovih produkcij. Vsaka od dvanajstih 50-minutnih epizod prikazuje drugačen vidik potovanja skozi življenje, od rojstva do odraslosti in nadaljevanja vrste skozi razmnoževanje.
Serijo so producirali v sodelovanju z Australian Broadcasting Corporation in Turner Broadcasting System Inc. Izvršni producent je bil Peter Jones, glasbo pa je zložil George Fenton.
Del serije 'Življenje' Davida Attenborougha, pred njim je bil The Living Planet (1984), sledil pa mu je Life in the Freezer (1993).

## Ozadje
Serijo so snemali več kot tri leta in pol, v tem času pa je Attenborough prepotoval skoraj četrt milijona milj. Produkcijska ekipa je skušala še naprej premikati meje ustvarjanja naravoslovnih filmov, pri čemer je sledila napredku, doseženemu v The Living Planet, in je dobila več novih izzivov.
Zaporedje šimpanzov, ki lovijo opice colobus (Piliocolobus badius), je bilo mogoče le s prizadevanji Hedwige in Christopheja Boescha, ki sta pet let preučevala opice v gozdovih Slonokoščene obale v Zahodni Afriki.
Medtem so lahko mravljiče vojaških mravelj v Panami interno posneli s pomočjo medicinskega endoskopa. Poleg tega je nova vrsta objektiva kamere omogočila, da so drevesne mravlje posneli v povečanem bližnjem planu tik pred Attenboroughom – z ostrim fokusom obeh subjektov. To je dalo iluzijo, da so bile žuželke veliko večje od njihove dejanske velikosti.
Snemanje kritičnih trenutkov v življenju črede slonov je zahtevalo strokovno znanje Cynthie Moss, ki je 25 let posvetila raziskovanju živali v Keniji. Znala je svetovati produkcijski ekipi o pravih trenutkih za snemanje določenih dogodkov.
Snemalna ekipa je imela samo eno priložnost, da je posnela 60.000-glavo jato pobrežnikov, ki je letela nad glavo Davida Attenborougha v Norfolku, in RSPB je bil angažiran, da napove njihovo pot leta. Nasprotno pa floridske grmičaste šojke (Aphelocoma coerulescens) ne bi mogle biti bolj kooperativne: ker so posamezno skupino, ki so jo posneli, natančno preučevali in so bili navajeni na ljudi, bi lahko ptič pristal na Attenboroughovi roki takoj, ko namigne.
Notranjost termitnjaka se je za Attenborougha izkazala kot poseben izziv: bila je tako utesnjena, da se je lahko obrnil samo v eno smer. Zato se je moral pri ponavljanju počasi splaziti nazaj iz kadra.
Vedenje, ki smo ga videli prvič, je vključevalo zaporedje, ki je bilo na koncu izbrano za ponazoritev naslovnice DVD-ja serije: orka, ki plane na kolonijo [[morski lev|morskih levov]g na patagonski plaži in se 'igra' s svojim mladim plenom, preden ga zaužije. To je pomenilo, da so snemalci tvegali, saj so se postavili v vodo le nekaj metrov stran od bitij, da bi dobili bližnje posnetke napada.

## Epizode
»Divje, skalnate obale Božičnega otoka, 200 milj južno od Jave, v Indijskem oceanu. Novembra je, luna je v tretji četrtini in sonce ravnokar zahaja. In čez nekaj ur, prav na tej obali bo sproženih tisoč milijonov življenj.«— Uvodne besede Davida Attenborougha

### 1. "Prihod"
Prva epizoda, predvajana 3. oktobra 1990, preučuje različne metode, s katerimi bitja pridejo na svet. Attenboroughova uvodna izjava namiguje na letno drstenje rdečega raka Božičnega otoka (Gecarcoidea natalis), ki naj bi jih bilo okoli 120 milijonov. Vaja je še toliko bolj nevarna, ker je vrsta kopenskega raka, jajčeca pa je treba odložiti v morje – kjer še vedno živijo in se razmnožujejo najstarejše živali na planetu. Eden najplodnejših proizvajalcev jajčec v vodi je orjaška zeva (Tridacna gigas), vendar tudi nekatere kopenske živali znesejo ogromne količine, na primer bogomolka. Na zahodu Združenih držav Amerike Attenborough opazuje oso, ki izkoplje jamo, jo skrije in založi s svežimi gosenicami za svoje mlade. Ličinke začnejo življenje znotraj gosenic in pojedo nič hudega sluteče gostitelje. Težave večjih živali ponazarjajo snežne gosi na Arktiki, ki morajo svoja jajca braniti pred arktičnimi lisicami. Podrobno je prikazan proces rasti zarodka v jajčecu, od zlaganja do izvalitve. Avstralska kokoš Leipoa ocellata  segreva svoja jajca z gnijočimi listi, Attenborough pa dokazuje skrbnost, s katero jih uravnava, z dodajanjem peska na kup. Morska uš (Caligidae) je ceponožec, ki naredi samomor: njene ličinke materi požrejo toliko energije, da po rojstvu umre. Prikazani sesalci, ki skotijo popolnoma oblikovane mladiče, vključujejo gnuje, antilope, morske leve in činčile.

### 2. "Odraščanje"
Ta epizoda opisuje načine, kako različne vrste skrbijo za svoje mladiče. Attenborough definira otroštvo kot doseganje dveh nalog: rasti in preživetja. Morskega slona izpostavi kot žival, ki doživi stisnjeno otroštvo, po treh tednih ga zapustijo in pustijo samega še do osem, medtem ko postane dovolj velik, da lahko plava. Za čigre je varnost v številu, saj gosta populacija sodeluje pri preganjanju roparskih galebov. Snežne gosi v ruski Arktiki izkazujejo izjemno predanost, ko svoje gosi spremljajo peš do približno 50 kilometrov oddaljene obale. Ščipalci nosijo svoje mladiče na hrbtu, rovka pa svoje pusti pod kamnom, medtem ko se gre hranit. Gaga je bitje, ki deli odgovornost za svoje potomce: samice redno nadzorujejo račke drugih v skupini. Patagonska mara (Dolichotis) je še ena, ki uporablja sistem jasli, tako kot netopir, katerega jaslice lahko štejejo do milijon osebkov. Floridska šojka ima zapleten sistem vzgoje mladičev, znan kot kooperativna vzreja, kjer mladiči ostanejo kot pomočniki v gnezdu svojih staršev. Takšno vedenje v večjem obsegu izkazujejo sloni, kjer se vse samice zanimajo za vzgojo enega mladiča. Šimpanzovo otroštvo je socialno zapleteno, saj se mora posameznik naučiti, kako se obnašati do drugih, pa tudi obvladati uporabo orodij. Albatrosi morajo čim prej postati uspešni letalci – prikazani so piščanci, ki jih lovijo morski tigri (Galeocerdo cuvier).

### 3. "Iskanje hrane"
Naslednja epizoda je posvečen načinom, kako živali pridobivajo hrano. Attenborough  začne v južnoameriškem deževnem gozdu, kjer širjenje živalskega in rastlinskega sveta ne olajša nujno iskanja hrane. Nekateri listi so strupeni, zato morajo biti tisti, ki jih uživajo, previdni. Druge rastline uporabljajo hrano (ali nektar) kot podkupnino za prenos cvetnega prahu in več vrst kolibrijev je razvilo ekskluzivne odnose z nekaterimi od njih. V ponudbi je tudi sadje, spet kot sredstvo za razmnoževanje in bitja, kot so opice veverice, jedo malo drugega. Medtem pa papige in ara jemljejo kaolinit kot protistrup svoji prehrani s strupenimi semeni. Attenborough je priča, kako 60.000-glava jata velikega prodnika (Calidris canutus) in spremenljivega prosnika (Calidris alpina) nenadoma izkoristi oseko, da se hrani z drobnimi mehkužci, ki živijo v blatu. Barakude lovijo majhne ribe in njihove jate ženejo v zalive, kjer jih pojedo tudi pelikani, ki jih oblegajo galebi, ki jim poskušajo ukrasti ulov. Ena vrsta gekona lahko razlikuje med termiti delavci in nevarnejšimi vojaki. Mreža pajka križevca velja za eno najelegantnejših naprav za lovljenje hrane, metode dveh drugih, nephile (zlati mrežar) in njegovega kleptoparazitskega obiskovalca, argyrodesa, pa so podrobno raziskane. Ne nazadnje, tropske ptice, katerih vrečke so polne hrane na poti nazaj v gnezda, v zraku napadajo skupine burnic, katerih cilj je, da jim predajo tovor.

### 4. "Lov in pobeg"
Ta epizoda obravnava tiste, ki lovijo druga bitja in načine, kako seizogniti ujetju. Attenborougha napade par govnačk, ko se približa njihovemu gnezdu, kar kaže na agresivno vedenje te posebne ptice, tako pri jemanju hrane kot pri obrambi mladičev. Ob obalah Patagonije se ista skupina ork vsako leto vrne, da bi ujela mladiče morskih levov, ki zaidejo iz varnejših plitvih voda. Ko plen pograbijo, ga odnesejo nazaj v morje in se z njim nekaj časa 'igrajo', preden ga ubijejo. Strup se lahko uporablja kot orožje in kot odvračilno sredstvo, na primer gad in paradižnikova žaba. Nekatere živali svoje obrambne ukrepe oglašujejo vnaprej, v primeru, da pride do uporabe prepozno. Med njimi so skunk, ki oddaja grozljiv vonj, in nekateri močeradi, ki pokažejo svojo strupenost tako, da ostanejo pri miru, z vidnimi opozorilnimi oznakami. Prikazanih je več vrst paličnjakov in njihova dovršena kamuflaža. Vendar pa nobeden od teh načinov zaščite ne predstavlja težav vojaškim mravljam, ki lahko ukrotijo kateri koli svoj plen zgolj zaradi svoje velikosti in velikega števila. Rjavoperuti kanjar (Parabuteo unicinctus) je nenavaden, saj lovi v skupinah, skupina šestih pa je prikazana, kako vadi svoje veščine v puščavi Nove Mehike. Zadnja sekvenca prikazuje trop šimpanzov, ki prikazuje strategijo in koordinacijo, medtem ko uspešno zasleduje opice kolobuse skozi gozd na Slonokoščeni obali.

### 5. "Iskanje poti"
Ta epizoda raziskuje oblike navigacije. Attenborough začne v Afriki v mraku z opisom nekaterih vrst, ki se ne zanašajo na vid. Lisasta hijena uporablja svoj izostren voh, ki jo vodi med nočnim lovom, medtem ko galagosi urinirajo na roke, da lahko popolnoma zaznamujejo svoje gibanje. Nekatere živali uporabljajo eholokacijo, med njimi so hudourniki, netopirji in rečni delfini. Nasprotno pa električne jegulje (Electrophorus) uporabljajo električna polja za zaznavanje svojega okolja. V dnevni svetlobi se uporabljajo druge metode: rdečerjava slonja rovka ima s svojo skrbno razčiščeno mrežo poti ostro miselno sliko svojega habitata – celo pozna različne bližnjice, s katerimi se lahko izogne ujetju. Attenborough obišče Saharo, da bi ponazoril vrsto, ki opravi najdaljšo kopensko pot med vsemi žuželkami: saharska puščavska mravlja uporablja položaj sonca, da se vrne v svoje gnezdo v ravni črti. Jastogi na Bahamih so prikazani, kako korakajo v kolonah, da bi se rešili nevihtnih voda. V iskanju večne dnevne svetlobe za ribolov, polarna čigra opravi 19.000 kilometrov dolgo pot z enega konca sveta na drugega. Albatrosa izpostavljajo kot enega najbolj spretnih navigatorjev: v iskanju hrane za svoje piščance lahko prepotuje tudi do 1300 kilometrov po morju in še vedno najde pot nazaj do gnezda. Nazadnje Attenborough stoji na slapu na Irskem in pripoveduje o triletnem 10.000 kilometrov dolgem potovanju, ki so ga opravile jegulje.

### 6. "Ustvarjanje doma"
Ta epizoda govori o tem, kako si živali zgradijo svoja zatočišča pred vremenskimi vplivi in plenilci. Rovi in luknje so lahko veliko zatočišča, zato Attenborough pregleda dom ameriškega prerijskega psa, dovršeno konstrukcijo, ki ima lasten klimatski sistem. Svila je tako dragoceno blago, da jo tisti, ki je ne zmorejo, ukradejo. Kolibri puščavnik jo uporablja za pritrditev gnezda na spodnjo stran lista, medtem ko indijski krojač sešije dva lista skupaj. Vendar pa je strokovnjak za kompleksno gradnjo gnezd tkalec, ki si ustvari svoje bivališče iz več kot 1000 kosov trave, ki so popolnoma prepleteni – in ga razstavi, če ne uspe privabiti partnerja. Bober je odgovoren za eno največjih živalskih bivališč: njegova lesena hiša, ki se dviga iz rečne struge, ostaja na mestu iz roda v rod in zato zahteva nenehno vzdrževanje. Nekatere čebele brez žela uporabljajo svoj vosek in smolo drevesnega lubja, da ustvarijo labirintne strukture, ki vsebujejo različne predelke. Tudi blato uporabljajo številna bitja, na primer lončarska osa (Eumeninae) in pečinska lastovka (Petrochelidon pyrrhonota). Zapletene stvaritve termitov omogočajo varnost, ogrevanje, klimatizacijo, samostojne drevesnice in vrtove ter sanitarne sisteme. Attenborough pozdravlja to vrsto kot popolnega ustvarjalca domov in raziskuje 15-metrsko kolonijo v Zahodni Afriki, ki vsebuje 1,5 milijona žuželk: zleze se noter, da bi preučil način prezračevanja.

### 7. "Živeti skupaj"
Ta epizoda se osredotoča na tiste vrste, ki sodelujejo in so odvisne draga od druge (ali jih izkoriščajo). Čitali sledijo opicam langurjem, ko potujejo od drevesa do drevesa in jedo vse liste, ki jim padejo od zgoraj. V zameno pa jeleni služijo kot opazovalci, ko se primati hranijo na tleh. Pod vodo je prikazan rak samotar, ki v svojo lupino dodaja morske vetrnice, da bi se zaščitil pred napadom hobotnice, glavoč pa pomaga skoraj slepi kozici. Bolhe, uši in pršice so paraziti: nimajo skupnega partnerstva in namesto tega izkoriščajo bitja za hrano ali zatočišče. Vendar pa imajo paraziti svoje plenilce in primer so ščinkavci z Galapaškega otočja, ki očistijo klopov živeče orjaške želve, in govedarji, ki storijo enako za žirafe v Afriki (in celo uporabljajo njihovo dlako za oblaganje svojih gnezd). Nekatere ribe redno čistijo druge, pri čemer se zdi, da so ustnače in kozice specializirane za to, prav tako prilep, ki se trajno drži svojih gostiteljev. Paraziti, ki rastejo znotraj svojega gostitelja, so sesači, eden pa je prikazan v brejosti v polžu, ki je bil pred tem nevede pojeden. Ker se mora za nadaljnji razvoj prenesti v ptičje črevesje, povzroči, da polž oglaša svojo prisotnost, da se dovoli zaužiti – tako sklene krog. Vendar pa nekatera mikroskopska bitja naseljujejo želodce velikih rastlinojedih živali, da bi razgradila celulozo iz njihove prehrane in tako olajšala njihovo prebavo.

### 8. "Borba"
Ta oddaja podrobno opisuje, kako se boj – tako fizični kot psihični – uporablja za hrano, zemljo ali za pridobitev partnerja. Teritorialni konflikt prikazuje kolibri, Attenborough pa ponazarja njegovo agresivnost tako, da v bližino postavi nagačenega primerka, ki ga nasprotnik prebode s sulico. Ostrižnik na drugi strani nima orožja, o katerem bi lahko govoril, in zato uporablja svoja usta, da se oprime za preizkušanje moči. Nasprotno pa so prednje noge bogomolk dovolj močne, da razpokajo lupino drugega raka: zato so spori ali dvorjenje polni nevarnosti. Živali, ki imajo smrtonosno orožje za zbiranje hrane, ga običajno ne uporabljajo druga proti drugi, saj nobena stran ne želi tvegati smrti. Na primer, ena strupena kača si bo prizadevala drugo zbiti na tla, namesto da bi ugriznila. Volkovi in velike mačke večinoma uporabljajo renčanje in držo telesa, da izrazijo svojo grožnjo. Med rivalskimi zebrami ni nobenih oprijemov: brcanje in grizenje se uporablja, dokler ne pride do zmagovalca, medtem ko žirafe z vratovi udarjajo druga ob drugo. Običajno miroljubne gorske gorile so prikazane, kako se prepirajo, ko igra uide izpod nadzora, ena od njih pa sporoča pravi strah z nenadzorovanim uriniranjem. Velike rastlinojede živali, ki imajo rogove ali rogovje, so po naravi nagnjene k temu, da jih uporabijo za uveljavitev svoje prevlade nad samicami v čredi. Dvoboj med samcem kozoroga in losom je podvržen nekaterim najbolj srditim spopadom – včasih do smrti.

### 9. "Prijatelji in tekmeci"
Ta epizoda raziskuje načine, na katere živali, ki živijo v družbenih skupinah, komunicirajo med seboj. Orel samotar je drugačen od labodov pevcev, ki pristanejo na Škotskem po 1600 kilometrov dolgem potovanju z Islandije. Ko prispejo, se morajo boriti za ozemlje s tistimi, ki so že tam, in običajno zmagajo pari ali družine. Attenborough uporabi skupino domačih piščancev, da pokaže hirearhijo. Kaciki so prikazani med sodelovanjem, da bi odvrnili plenilce, kljub njihovim medsebojnim spopadom, da bi vzpostavili hirearhijo. Prikazan je trop levov, ki sodeluje pri ukrotitvi bivola. Nato vsaka žival mirno počaka, da pride na vrsto pri hranjenju. Pavijani živijo v tropih do 150, njihova zapletena hierarhija prevlade pa je podrobno preučena. Vampirski netopirji izkazujejo recipročni altruizem tako, da bruhajo kri za vsakega soseda, ki je zamudil nočno hranjenje. Pritlikavi mungi živijo v družinskih skupinah po približno ducat. Medtem ko nekateri iščejo hrano ali spanje, so drugi ves čas na preži za plenilci in po potrebi hitro sprožijo alarm. Medtem nekaj najekstremnejšega sodelovanja izkazuje podzemna gola podgana, katere 80-glave skupine so razdeljene na delavce (ki neprestano kopljejo tunele), vojake (ki delujejo le, ko grozi nevarnost) in eno samo kraljico za vzrejo. Mravlje rezalke listov so prikazane, kako svojo hrano prenašajo globoko pod zemljo: posaditi jo je treba v posebno glivo, da svojo neprebavljivo celulozo pretvori v nekaj užitnega, vsako stopnjo operacije pa izvaja druga kasta posameznikov.

### 10. "Pogovor s tujci"
Ta epizoda, predvajana 5. decembra 1990, se osredotoča na komunikacijo z živalmi. V Keniji Attenborough spremlja pripadnika plemena, ki pokliče vodnika medosledca, ta pa mu odgovori in par odpelje do čebeljega gnezda. Človek iztoči med, nekaj pa ga ostane za nagrajevanje ptice. Afriški hijenski psi so prikazani v lovu na gazele, od katerih je tarča tista, ki skoči najnižje. Škrjanci se malemu sokolu izognejo s podobnim sporočilom: s petjem med preganjanjem sporočajo zasledovalcu, da je njihov plen primeren in ga bo zato težko uloviti (glej princip hendikepa). (V 80 % primerov se to izkaže za res.) Kriki zamoskih mačk so med najbolj zapletenimi. Njihove izjave so dejansko besede: besednjak, ki definira vsakega od njihovih plenilcev, zato je alarm specifičen za določeno grožnjo. Nekatera bitja oddajajo svojo prisotnost s prikazom in Attenborough opazuje na tisoče kresnic, ki osvetljujejo temo. Zvoki pod vodo potujejo hitreje in dlje, več kot 200 vrst rib pa jih uporablja za komunikacijo. Po drugi strani pa so morski levi postali vešči zaznavanja njihove bližine. Najbolj vidna vodna žival pa je ligenj, ki za komunikacijo uporablja spremembo barve in držo. Nazadnje Attenborough plava z lisastimi delfini. Pogovarjata se s serijo ultrazvočnih klikov in vsak ima družinski klic, podedovan od svoje matere: pravzaprav 'priimek'. Uporabljajo tudi normalen zvok, držo telesa in dotik – skratka, po sposobnosti komuniciranja so človekov najbližji tekmec.

### 11. "Dvorjenje"
Ta epizoda raziskuje metode, ki se uporabljajo za privabljanje partnerja, predvsem ptic. Indijska droplja (Sypheotides indicus) naseljuje visoko travo, zato jo je težko opaziti. Da bi pridobila pozornost, poskakuje na istem mestu tudi do 400-krat na dan. Kiti pojejo svojim bodočim partnerjem, samice pa lahko slišijo snubce več kot osem kilometrov daleč. Ko živali pošiljajo znake privlačnosti, morajo tudi zagotoviti, da ne premamijo napačne vrste, zato imajo oznake, ki se izrazito razlikujejo. Attenborough kot primer izpostavi strmoglavce: obstaja približno pol ducata vrst, ki lahko vse zasedajo isti otok. Vendar pa modronogi stmoglavec pomirja svojega izbranega partnerja z nenehnim dvigovanjem nog. Tropske ptice in močvirski lunji so prikazani v elegantnem akrobatskem prikazu, medtem ko netopir z vrečastimi krili uporablja močan parfum, da privabi spremljevalca. Med tistimi pticami, ki ustvarjajo najbolj spektakularne vizualne prikaze, so lirorepec (ki ima tudi dovršeno pesem), indijski pav in pravzaprav večina drugih rajčic. Utičarji vabijo potencialne partnerje, da pregledajo njegovo posebej pripravljeno območje (konstrukcijo iz trave, vejic itd., okrašena s svetlimi predmeti, ki jo uporabljajo samci ptic med dvorjenjem). Preučeni so tudi zapleteni plesi, ki jih izvajajo pipre v Trinidadu. Na koncu Attenborough opazuje topijevo razstavno dvorišče, katerega ostro začrtane meje ljubosumno varujejo tekmeci samci.

### 12. "Nadaljevanje linije"
Zadnji del, predvajan 19. decembra 1990, ponazarja, kako vrste izpolnijo svoj končni raison d'être in zagotovijo, da se njihovi geni prenesejo na naslednjo generacijo. To je univerzalni problem, ki pa je povzročil različne rešitve. Vitičnjaki se ne morejo premikati, vendar ima vsak tako moške kot ženske spolne celice, kar vsakemu sosedu omogoča, da je potencialni partner. Na drugi strani lestvice je samica slonice, ki je noseča dolgo – 22 mesecev – in želi zagotoviti, da se bo njen mladič skotil močnemu in preizkušenemu samcu. Glede partnerja je zato zelo izbirčna. Samica činčile je še toliko bolj, in nezaželenega snubca zavrne z brizgom urina v obraz. Parjenje je nevaren posel, ko gre za orožje, samec tarantele se s strahom približuje svojemu namenu. Šele ko mu uspe zadržati njene strupene zobe, lahko napreduje naprej. Za nekatere je pravih trenutkov, za združitev, malo: samec rakovice mora na primer počakati, da se samica olevi, preden jo lahko oplodi. Prikazani so samci morskih levov, ki se borijo za harem, nekateri pa bitko izkoristijo v svojo korist, tako da se pobegnejo z voljnimi samicami. Attenborough opaža, da so monogamni odnosi, ki jih uživajo ljudje, redki v živalskem kraljestvu, vendar poudarja kraljevega albatrosa kot "lepo" izjemo. Predstavljeni ptičji par se je spoznal kot petletnik, skupaj pa sta že dvajset let.
 »Če opazujete živali objektivno dlje časa, pridete do zaključka, da je njihov glavni cilj v življenju prenesti svoje gene na naslednjo generacijo. Večina jih naredi neposredno, z vzrejo. V nekaj primerih, ki ne tega ne počnejo načrtno, ampak posredno, tako da pomagajo sorodniku, s katerim imajo veliko svojih genov. In kolikor zapuščina, ki jo ljudje prenašajo na naslednjo generacijo, ni samo genetska, ampak edinstvena kulturna stopnja, delamo enako. Tako bomo živali in mi sami, da nadaljujemo vrsto, prestali vse vrste stisk, premagali vse vrste težav in sčasoma se pojavi naslednja generacija.«— David Attenborough, v zaključku

## Domači mediji
Serija je na voljo v Združenem kraljestvu za Regiji 2 in 4 kot komplet DVD-jev s 4 ploščami (BBCDVD1428, izdan 27. septembra 2004) in kot del zbirke The Life. Z napačnim naslovom Trials of Life je njegova edina dodatna funkcija 50-minutni dokumentarec: The Making of The Trials of Life. Pred tem je bil izdan leta 2002 kot skrajšan komplet treh plošč, pri čemer je bila vsaka epizoda skrajšana na 35 minut. Serija je bila izdana na Blu-ray v Združenem kraljestvu 12. novembra 2012.
Spremno knjigo The Trials of Life: A Natural History of Behavior Davida Attenborougha (ISBN 0-00-219912-2) je izdala BBC Books 4. oktobra 1990 in je bila leta 1991 uvrščena v ožji izbor za nagrado Rhône-Poulenc. Trenutno je razprodana.